# Spinibarbus denticulatus
Spinibarbus denticulatus és una espècie de peix cipriniforme de la família dels ciprínids.

## Morfologia
Els mascles poden assolir els 41,5 cm de longitud total.

## Distribució geogràfica
Es troba a Laos, al nord del Vietnam i a Hainan (Xina).